# Веджано
Веджано (итал. Veggiano) — коммуна в Италии, располагается в провинции Падуя области Венеция.
Население составляет 2914 человека, плотность населения составляет 182 чел./км². Занимает площадь 16 км². Почтовый индекс — 35030. Телефонный код — 049.

## История
История Веджиано очень древняя: в реке Бачильоне были найдены находки, относящиеся к гораздо более ранним временам, чем римская эпоха. 
Позднее Веджано был частью территории Венецианской республики Серениссима, а с объединением Италии он сначала стал частью Королевства Италии, а затем Итальянской Республики.